# Philip von Tell
Philip Martin von Tell, född 17 februari 1801 i Karlskrona, död 23 maj 1878 i Jönköping, var en svensk major och målare.
Han var son till majoren Philip Gottlob von Tell och Elisabeth Gustava von Vicken och från 1839 gift med Mathilda Lagercrantz och far till Philip Carl von Tell. Han ägnade sig åt den militära banan vid olika regementen och slutade som ryttmästare vid Smålands husarregemente med majors avsked. Vid sidan av sin militära verksamhet var han verksam som konstnär och finns representerad vid Kalmar läns museum med en oljemålning från Smålands husarregementes övningsplats som senare har återutgivits i några publikationer.